# Bar 20
Bar 20 è un film del 1943 diretto da Lesley Selander.
È un western statunitense con William Boyd, Andy Clyde e George Reeves. Il personaggio principale, interpretato da Boyd, è Hopalong Cassidy, l'eroe del vecchio West nato da una serie di racconti brevi dall'autore Clarence E. Mulford e protagonista di oltre 60 film western e di una serie televisiva. È basato sul romanzo del 1939 Bar 20 di Mulford.

## Produzione
Il film, diretto da Lesley Selander su una sceneggiatura di Morton Grant, Norman Houston e Michael Wilson, fu prodotto da Harry Sherman tramite la Harry Sherman Productions e girato nelle Alabama Hills a Lone Pine, California, a Anchor Ranch, Lone Pine, in California, dal 19 ottobre 1942. Il titolo di lavorazione fu Bar 20 Three.

## Distribuzione
Il film fu distribuito negli Stati Uniti dal 1º ottobre 1943 al cinema dalla United Artists.
Altre distribuzioni:
- in Svezia il 3 novembre 1944 (Diamantkuppen)
- in Brasile (Fazenda 20)
- in Grecia (Oi hrysothires)